# Caulastrea connata
Caulastrea connata là một loài san hô trong họ Faviidae. Loài này được Ortmann mô tả khoa học năm 1892.